# Катихизис
Катихизис (грч.  — „усмено поучавање”) јe основно хришћанско верско образовање деце и одраслих, често коришћењем наменске, истоимене књиге. Почело је као образовање преобраћеника на хришћанство, али како је религија постала институционализована, катихизис је коришћен и за образовање чланова који су крштени као деца.